# Caló dels Homes Morts
Die Caló dels Homes Morts ist ein Strand im Osten der Baleareninsel Mallorca. Die Caló dels Homes Morts gehört zum Gebiet der Gemeinde Santanyí.

## Lage und Beschreibung
Die Caló dels Homes Morts befindet sich in dem Ort Portopetro südlich des Hafens in einer Seitenbucht.
Die Bucht hat eine Breite von etwa 25 Metern und eine Länge von etwa 100 Metern.
Rund um die Bucht liegen Hotels, Apartment- und Privathäuser.

## Hotels
- Hotel Blau Porto Petro Beach Resort & Spa